# Ala-Saukkojärvi
Ala-Saukkojärvi är en sjö i kommunen Ranua i landskapet Lappland i Finland. Arean är 40 hektar och strandlinjen är 6,01 kilometer lång. Sjön  ingår i Simo älvs huvudavrinningsområde.   Den ligger omkring 54 kilometer sydöst om Rovaniemi och omkring 660 kilometer norr om Helsingfors. 
I sjön finns ön Putaansaari och Roominsaari innesluts på östra sidan av sjön. 